# ناسوویلج-راتلیف (فلوریدا)
ناسوویلج-راتلیف (به انگلیسی: Nassau Village-Ratliff) یک منطقهٔ مسکونی در ایالات متحده آمریکا است که در شهرستان ناساو، فلوریدا واقع شده‌است. ناسوویلج-راتلیف ۳۸٫۴ کیلومتر مربع مساحت و ۵٬۳۳۷ نفر جمعیت دارد.